# Манески кодекс
Манеският кодекс (на немски: Codex Manesse), срещан също като Манески песенник (на немски: Manessische Liederhandschrift), Манески ръкопис (на немски: Manessische Handschrift), Голям Хайделбергски песенник (на немски: Große Heidelberger Liederhandschrift), Хайделбергски ръкопис (на немски: Heidelberger Handschrift), Парижки ръкопис (на немски: Pariser Handschrift), е най-големият и най-известен средновековен светски поетичен песенник на немски език.
Състои се от 426 пергаментови листа с размери 35,5 х 25 см. От 1657 до 1888 г. ръкописът е притежание на Кралската библиотека в Париж. Днес се съхранява в библиотеката на Хайделбергския университет.

## Създаване
Манеският кодекс съдържа преди всичко поетически произведения на средновисоконемски език (Mittelhochdeutsch). Създаден е ок. 1300 г. в Цюрих, вероятно в резултат на колекционерската дейност на знатния род Манесе, на чието име е наречен ръкописът. Кодексът представлява сборник от подбрани средновековни лирически песни. Предполага се, че в съставянето му е взел дейно участие цюрихският минезингер Йоханес Хадлауб. Основната му част, която обхваща творчеството на 110 автори, е написана в началото на XIV в., а по-късно – до средата на века – в него са добавени още 30 автори. 138-те миниатюри, изобразяващи идеализирано средновековни придворни поети, са смятани за шедьоври на горнорейнската готическа илюстрация. Манеският кодекс също е важен източник на сведения за изкуството на минезанга.